# Powellvenator
Powellvenator podocitus
Genre
Espèce
Powellvenator est un genre éteint de dinosaures du clade des Theropoda de la famille des Coelophysidae éteint, qui vivait à la fin du Trias, il y a environ 221 à 206 Ma (millions d'années), dans ce qui est maintenant l'Amérique du Sud. La seule espèce du genre est l'espèce type Powellvenator podocitus, elle a été nommée par Ezcurra (en) en 2017.

## Découverte
Ses restes fossiles ont été trouvés, en 1969, par le paléontologue argentin José Fernando Bonaparte, dans des strates de la dernière partie de la période triasique dans ce qui est maintenant le nord-ouest de l'Argentine, dans la formation de Los Colorados du bassin d'Ischigualasto-Villa Unión (en). Le paléontologue argentin a découvert plusieurs membres postérieurs d'un dinosaure inconnu. Les restes n'ont pas été décrits et ont été assignés au genre Riojasuchus (NDR : ne pas confondre avec le dinosaure Riojasaurus) . En 1972, Bonaparte a décrit le squelette d'un petit Coelophysidae trouvé dans la même vallée. En septembre 2015, un lien avec les premiers fossiles trouvés a été établi.

## Dénomination
En 2017, Martín Daniel Ezcurra a décrit le fossile comme une nouvelle espèce, Powellvenator podocitus. Le nom générique est donné en l'honneur du regretté paléontologue argentin Jaime Eduardo Powell (en) et signifie littéralement « chasseur de Powell ». Le nom spécifique podocitus se traduit par « jambe rapide ». 

## Classification
Powellvenator a été classé, par Ezcurra, parmi les Coelophysidae,,.